# Ullum (departamento)
Ullum é um departamento da Argentina, localizado na 
província de San Juan.